# 콜시장
콜시장(call market)이란 금융기관 상호간에 일시적인 자금과 부족을 조절하는 하루에서 최대 90일 이내인 초단기 시장이다. 콜시장은 중앙은행의 유동성 조절을 위한 공개시장 조작시 지표시장으로서의 역할을 한다.

## 개요
콜 시장(call market), 익일물시장(overnight market), 단자시장(短資市場)은 단기융자가 이루어지는 시장이다. 콜 시장의 자금으로서는 금융기관과 일시적인 유휴금(遊休金)이나 자본준비금이 할당된다. 그것은 이 자금을 현금이나 한국은행에 예금해 두는 것 보다도 콜 시장에 내는 편이 적긴 하지만 수익이 오르기 때문이다. 대한민국에서는 일반적으로 시중 은행이 지방 은행 기타 금융기관에서 자금을 차입하는 형태로 되어 있다.

### 한국
한국의 콜 시장은 은행 및 한정된 금융기관이 즉각적으로 이용가능한 자금(흔히 중앙은행 예치금에 대한 당좌수표)을 하루 또는 수일 동안 단기적으로 거래하는 시장이며 과지급준비금을 보유하고 있는 금융기관은 지급준비금이 부족한 다른 금융기관들에게 자금을 대여함으로써 그 자금에 대한 이자를 얻을 수 있다. 콜자금 차입자의 입장에서는 콜머니, 콜 자금의 대부자 입장에서는 콜론이라고 부른다.